# Formule A
De Formule A (FA) was het hoogste niveau binnen het kartkampioenschap en de voorloper van de KF1 klasse. Er gold in deze klasse een minimale leeftijd van 14 jaar. Deze klasse gebruikt 100cc watergekoelde 2-takt motoren. Het chassis moet goedgekeurd zijn voor de Intercontinental A (ICA) of Intercontinental C (ICC). Het minimumgewicht van een FA-kart was 150 kg inclusief coureur.
Deze klasse kon worden gezien als de Formule 1 van het karten, dit betekent ook dat meedoen veel geld kostte; een seizoen meerijden kostte gemiddeld 100.000 dollar.
Voordat men in de Formule A terecht kwam, moest een coureur minstens 2 races rijden bij het nationale kartkampioenschap. Hierna kwam men terecht in de ICA of JICA. Als een coureur in een van deze klassen eindigde in de top 35, mocht deze zich kwalificeren voor de FA.

## Kampioenen
Europese kampioenen sinds 2000
- 2000 - Lewis Hamilton (GB), CRG / Parilla / Bridgestone
- 2001 - Carlo van Dam (NL), Gillard / Parilla / Bridgestone
- 2002 - David Hemkemeyer (DE), Mach 1 / KZH / Bridgestone
- 2003 - Bas Lammers (NL), Swiss Hutless / Vortex / Bridgestone
- 2004 - Nick De Bruijn (NL), Gillard / Parilla / Bridgestone
- 2005 - Marco Ardigo (IT), Tony Kart / Vortex / Bridgestone
- 2006 - Marco Ardigo (IT), Tony Kart / Vortex / Bridgestone
- 2007 - Marco Ardigo (IT), Tony Kart / Vortex / Bridgestone

Wereldkampioenen sinds 2003
- 2003 - Wade Cunningham (NZ), CRG / Maxter / Bridgestone
- 2004 - Davide Fore (IT), Tony Kart / Vortex / Bridgestone
- 2005 - Oliver Oakes (GB), Gillard / Parilla / Bridgestone
- 2006 - Davide Fore (IT), Tony Kart / Vortex / Bridgestone
- 2007 - Marco Ardigo (IT), Tony Kart / Vortex / Bridgestone